# Michael Schwartz
| 52057 Clarkhowell   | 15 agosto 2002   |
| 90453 Shawnphillips | 6 febbraio 2004  |
| 123860 Davederrick  | 16 febbraio 2001 |
| 131186 Pauluckas    | 16 febbraio 2001 |

Michael Schwartz (1950) è un astronomo amatoriale statunitense, di professione imprenditore.
Dopo aver ottenuto il baccellierato in archeologia nel 1972 e in fisica nel 1976, ha conseguito una laurea in antropologia nel 1978. Abbandonata la carriera di ricercatore, nel 1980, fonda un'impresa che si occupa di sistemi di crittografia per le transazioni finanziarie. Nel 1997 cede la società e si dedica alla sua passione per l'astronomia avviando il progetto degli Osservatori Tenagra.
Il Minor Planet Center gli accredita la scoperta di ventitré asteroidi effettuate tra il 2001 e il 2010, in parte in condivisione con Paulo Renato Holvorcem.
Ha inoltre scoperto o coscoperto le comete non periodiche C/2011 K1 Schwartz-Holvorcem e C/2014 B1 Schwartz la cometa periodica P/2013 T2 Schwartz. 
Gli è stato dedicato l'asteroide 13820 Schwartz.